# Sideways (film)
Sideways is een film uit 2004. Het verhaal is gebaseerd op de gelijknamige roman van Rex Pickett. Sideways werd geregisseerd door Alexander Payne. De film werd bekroond met zowel een Oscar als een Golden Globe. De film veroorzaakte een grote toename in het wijntoerisme in Californië.

## Verhaal
Het verhaal gaat over twee vrienden, Miles en Jack. Ook al gaat de film over twee vrienden, toch wordt het verhaal vanuit de ogen van Miles verteld. Miles is leraar Engels en probeert al jaren een carrière als schrijver op te starten. Hij is gedeprimeerd vanwege zijn huwelijk dat in een scheiding is geëindigd. Jack staat op het punt om te trouwen maar wil voor die tijd nog scoren bij andere vrouwen. De twee mannen, die zich duidelijk in een midlifecrisis bevinden, gaan samen een rondreis langs de wijngaarden van Californië maken, waarbij ze allerlei wijnproeverijen aandoen.
Onderweg ontmoeten ze twee vrouwen, Maya en Stephanie. Tussen Jack en Stephanie springt de vlam snel over. Ze gaan veelvuldig met elkaar naar bed. Langzaamaan bloeit de liefde op tussen Maya en Miles, en ook zij gaan uiteindelijk met elkaar naar bed.
Op een gegeven moment vertelt Miles per ongeluk aan Maya dat Jack gaat trouwen. Vervolgens wordt Jack opgewacht en door Stephanie mishandeld. Hij loopt daarbij een gebroken neus op.
Om met een geldig excuus voor de gebroken neus thuis te kunnen komen zetten ze een auto-ongeluk in scène.
Aan het eind van de film zoekt Miles toch weer contact met Maya.

## Rolverdeling
- Paul Giamatti als Miles
- Thomas Haden Church als Jack
- Virginia Madsen als Maya
- Sandra Oh als Stephanie